# Porte de Roubaix
De Porte de Roubaix (Robaaise Poort) is een tussen 1617 en 1621 gebouwde stadspoort, onderdeel van de voormalige stadsmuur van Rijsel.

## Geschiedenis
De poort werd gebouwd toen Rijsel deel uitmaakte van de Spaanse Nederlanden. De poort vormde onderdeel van een nieuwe stadsmuur die de stad verder naar het noordoosten uitbreidde.
Aan de Porte de Roubaix presenteerde in 1792 een Oostenrijkse majoor het ultimatum van de hertog van Saxen-Teschen, waarin hij de stad gelastte zich over te geven.
Aan het einde van de negentiende eeuw zijn de twee zijdoorgangen gemaakt om de tram door de poort te laten rijden. In 1929 werd de poort geklasseerd als een monument historique.
De poort kan nog slechts gebruikt worden door voetgangers en geeft toegang tot het Henri Matissepark.

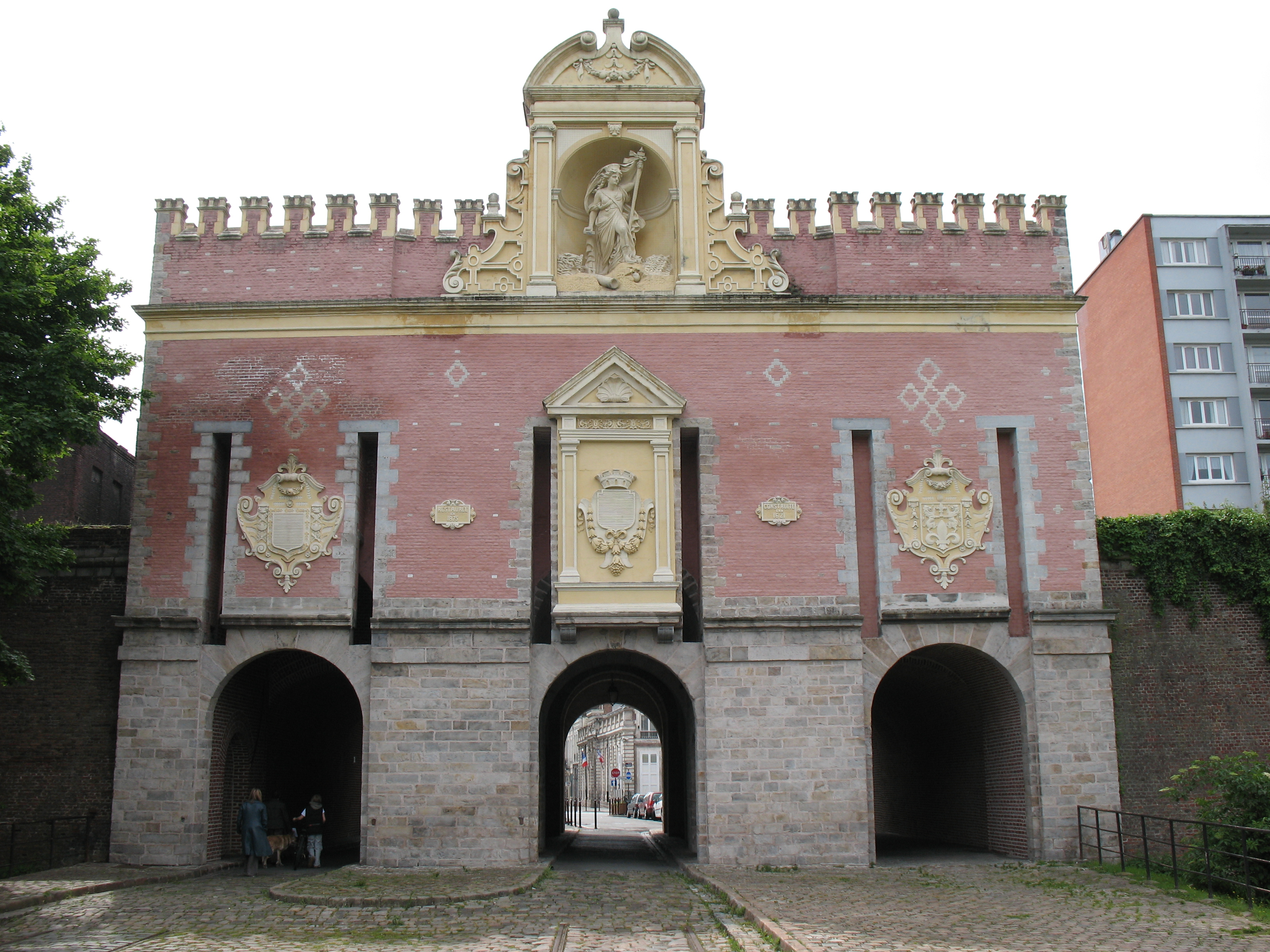
Buitenzijde van de poort
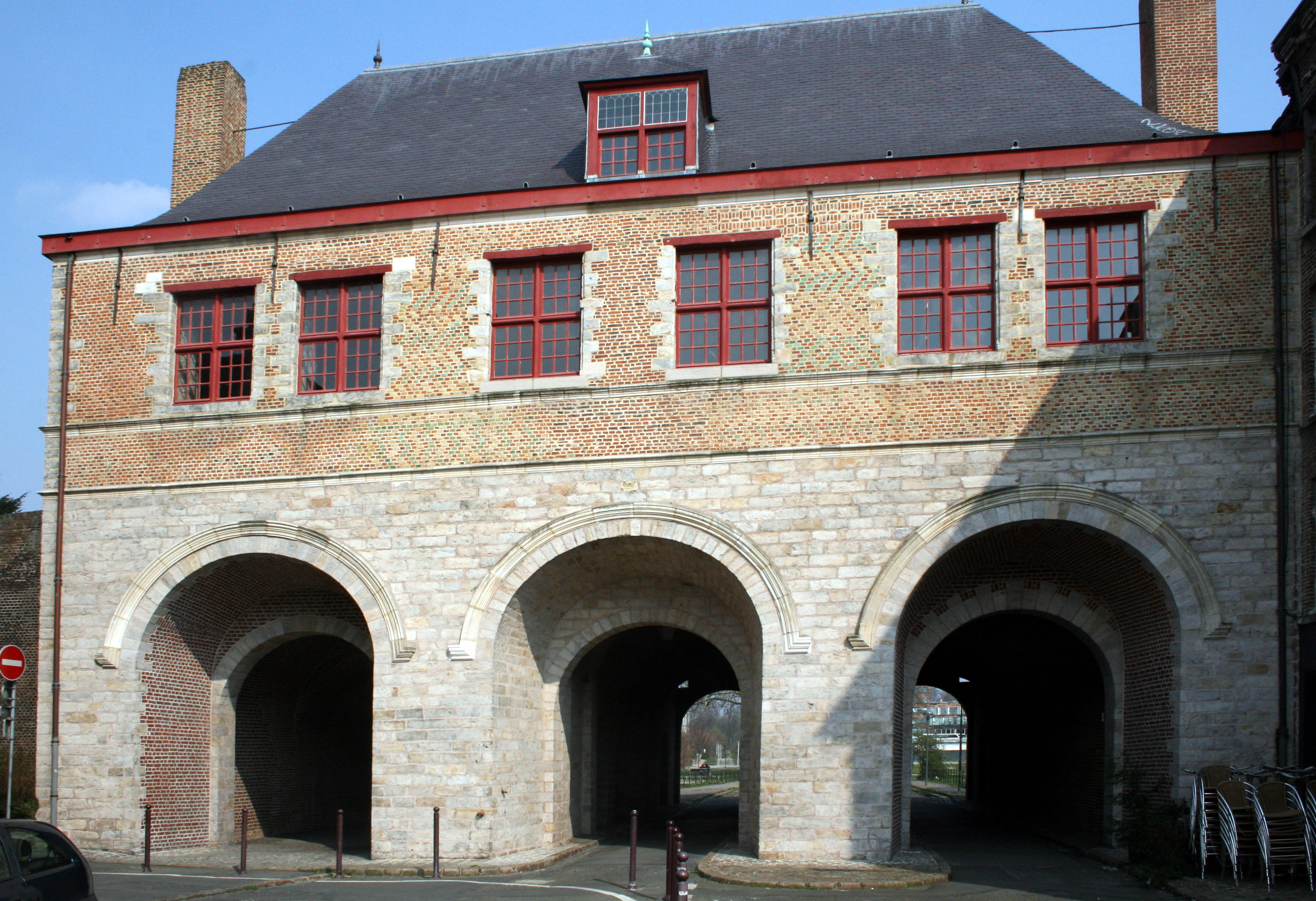
Stadszijde van de poort